# Свора, Ян Карло Фрицо
Ян Ка́рло Фри́цо Сво́ра, немецкий вариант — Йоганн Карл Фридрих Цвар (н.-луж. Jan Ast, нем. Johann Carl Friedrich Zwahr; 14 августа 1818 года, деревня Тшадов, Нижняя Лужица — 15 июня 1884 года, Рань, Нижняя Лужица) — лютеранский священник, нижнелужицкий писатель, пеcенник и издатель словаря.

## Биография
Родился 14 августа 1818 года в семье лютеранского священника Ганзо Юро Свора в деревне Тшадов, Нижняя Лужица. После окончания гимназии в Котбусе изучал лютеранское богословие в Берлине. Получив образование некоторое время служил священнослужителем в одной из деревень Нижней Лужицы, потом занимался преподавательской деятельность вместе со своим коллегой-педагогом Дабитом Богувером Глованом в одном из сиротских домов в Берлине. Позднее служил помощником священника в лютеранском приходе в Котбусе и воспитателем в местном сиротском доме. С 1857 по 1884 год — настоятель лютеранского прихода в городе Гросрешен.
В 1847 году при поддержке своего дяди издал нижнелужицко-немецкий словарь со вступлением и приложением на немецком языке, который написал его отец. Помогал лютеранскому священнику Роберту Бергеру в издании журнала «Der Spreewälder Bote», который выходил в Котбусе. Писал в нижнелужицкой газете «Bramborski Serbski Casnik» статьи на культурно-исторические и религиозные темы.
Написал несколько религиозных песнопений, сочинения «20 bibliskich bildkow ze serbskimi nowymi kjarlušami» (Бармен, 1860) и «Serbske arije za našu lubu młoźinu» (Котбус, 1867).